# Лион, Джон
Джон Патрик Лион (англ. John Patrick Lyon; род. 9 марта 1962) — английский боксёр, участник летних Олимпийских игр (1984, 1988), чемпион Игр Содружества (1986).

## Биография
Родился 9 марта 1962 года. В юности стал выступать за любительский боксёрский клуб «Greenall St. Helens».
Лион принимал участие в боксёрских турнирах летних Олимпийских играх 1984 и 1988 годов. В 1982 году он завоевал серебряную медаль на боксёрском турнире Игр Содружества в Брисбене в наилегчайшем весе (до 51 кг). Четыре года спустя он вновь представлял Англию на турнире в Эдинбурге и завоевал золотую медаль в наилегчайшем весе среди мужчин (до 48 кг).
В общей сложности Лион выиграл восемь английских чемпионских титулов, а в 1991 году занял третье место на греческом Кубке Акрополиса, после яего ушёл из профессионального спорта.
За заслуги в любительском боксе Лион был награждён Орденом Британской империи.

## Личная жизнь
У Лиона есть сын Крейг, который тоже был боксёром и дважды выигрывал титул чемпиона Англии в наилегчайшем весе.